# Gerhard Lagrange
Gerhard Lagrange (* 11. Jänner 1939 in Bad Vöslau/Niederösterreich) ist ein österreichischer Komponist und Dirigent.

## Leben
Gerhard Lagrange erhielt mit neun Jahren seinen ersten Klavierunterricht und mit 17 Jahren war er bereits Organist an der Stadtpfarrkirche Bad Vöslau.
Er studierte an der Universität für Musik und darstellende Kunst Wien die Fächer Chorleitung und Komposition bei Alfred Uhl sowie Dirigieren bei Hans Swarowsky. Das Wahlfach Posaune belegte er bei Bauer. Im Jahr 1962 absolvierte er die Abschlussprüfung in Chorleitung, zwei Jahre später die Kapellmeisterprüfung.
Ab dem Jahr 1967 war Lagrange Gastdirigent des Wiener Konzertorchesters, ab 1968 des Niederösterreichischen Tonkünstlerorchesters und des Wiener Hofburg Orchesters und ab 1970 Erster Kapellmeister am Stadttheater Baden sowie Leiter des Badener Städtischen Orchesters.
Weitere Gastdirigate folgten im Jahr 1985 an der Grazer Oper, im Jahr 1986 am Raimundtheater und im Jahr 1990 an der Volksoper Wien.
Beim Wiener Musiksommer Klangbogen im Jahr 1992 leitete Lagrange die Wiener Sinfonietta. Gerhard Lagrange ist Mitglied des österreichischen Musikrates.

## Auszeichnungen
- 1980: Verleihung des Titels „Musikdirektor“[1][2]
- 2006: Kulturpreis der Stadt Baden in der Sparte Musik[2]

## Werke (Auswahl)

### Vokalmusik
- Libera – Für Männerschola einstimmig[4]
- Vier Adventlieder – Für Männerchor[4]
- Requiem für Männerchor[4]
- Nichts gelernt – Für Männerchor[4]
- Kommt herbei – Für Männerchor und Klaviersolo[4]
- Phonetische Spielerin – Ein musikalischer Spaß, für Männerchor und Klaviersolo[4]
- Abendlied – Für Männerchor[4]
- Wir bauen eine Straße – Für gemischten Chor[4]
- Rosentage in Baden – Für Männerchor[4]
- Jakobsmesse in G – Für gemischten Chor[4]
- Sechs Tantum ergo – Für gemischten Chor[4]
- Proprium – für die Christmette, gemischter Chor[4]
- Deutsches Proprium – Für gemischten Chor (Fronleichnam)[4]
- Deutsche Messe – Für gemischten Chor[4]
- Vöslauer Jugendmesse – Rhythmische Messe für gemischten Kinder- oder Jugendchor[4]
- Messe für die dritte Welt – Für gemischten Chor (lateinamerikanisch)[4]
- Auferstehungskantate – Für gemischten Chor[4]
- In allen Dingen – Für Männerchor[4]
- Lob sei dem Herrn – Für gemischten Chor[4]
- Freut euch, wir sind Gottes Volk – Für gemischten Chor[4]
- Christus gestern – Christus heute – Für gemischten Chor[4]
- Vater unser – Für gemischten Chor[4]
- Pfingsten – Komm herab o Heiliger Geist, für gemischten Chor[4]
- Ostern – Auferstehung (Osterhalleluja), für gemischten Chor[4]
- Karfreitag – Ecce lignum crucis, Kreuzverehrung (Choral), für gemischten Chor[4]
- Advenkantate – Kündet allen in der Not, für gemischten Chor[4]
- Ein Kind geboren zu Bethlehem – Für gemischten Chor[4]
- Palmsonntag – Segnung der Palmzweige, für gemischten Chor[4]
- Herr zeige uns dein Weg – Für gemischten Chor[4]
- Christus gestern – Christus heute – Für gemischten Chor[4]
- Auf dem Weg – Für gemischten Chor[4]
- Licht ins Dunkel – Für vierstimmigen gemischten Chor[4]
- Ave Maria – Für gemischten Chor[4]

### Solomusik
- Chromatische Etude – Solo für Klavier[4]
- Toccato Ostinato – Solo für Orgel[4]
- Paraphrase – Solo für Orgel[4]
- Der Traum – ein Märchen – Für Sopransolo und Orchester[4]
- So lang noch Blumen blühn... – Für Solostimme(n), Soloinstrument(e), Chor und Orchester[4]